# Église Saint-Martin de Crosville-la-Vieille
L'église Saint-Martin est une église catholique située à Crosville-la-Vieille en France.

## Localisation
L'église est située dans le département français de l'Eure dans le bourg de la commune de Crosville-la-Vieille.

## Historique
Le chœur est daté du XIIe siècle, et la nef date du siècle suivant.
L'édifice est reconstruit au XVIe siècle et une sacristie est bâtie au XVIIe siècle.
L'édifice est inscrit au titre des monuments historiques le 9 juillet 1934.

## Architecture et mobilier
L'église possède un riche mobilier : des statues du XVe siècle et du XVIe siècle, et des fonts baptismaux du XIVe siècle.